# Megaulacobothrus xiangchengensis
Megaulacobothrus xiangchengensis är en insektsart som först beskrevs av Liu, Jupeng 1988.  Megaulacobothrus xiangchengensis ingår i släktet Megaulacobothrus och familjen gräshoppor. Inga underarter finns listade i Catalogue of Life.